# Franc Palme
Franc Palme, slovenski smučarski skakalec, * 14. december 1914, Ljubljana, Avstro-Ogrska, † 27. februar 1946, Ljubljana, SR Slovenija.
Palme je nastopal v 1930-ih letih pod zastavo Kraljevine Jugoslavije. Na Zimskih olimpijskih igrah 1936 v Garmisch-Partenkirchnu, kjer je na mali skakalnici osvojil 43. mesto od skupno 47 uvrščenih. Februarja 1934 v Planici je zmagal na otvoritveni tekmi Bloudkove velikanke, ki je štela za državno prvenstvo. Tam je postavil tudi dva rekorda skakalnice z 55 in 60 metri, ki sta bila hkrati tudi osebna in državna rekorda.    

## Zimske olimpijske igre
| Uvrstitev | Leto | Kraj                   | Skakalnica |
| --------- | ---- | ---------------------- | ---------- |
| 43. mesto | 1936 | Garmisch-Partenkirchen | srednja    |